# 湯瑪斯·曼尼諾
湯瑪斯·麥可·曼尼諾（英語：Thomas Michael Menino，1942年12月27日—2014年10月30日），美國政治人物，曾於1993年至2014年擔任馬薩諸塞州波士頓市市長，共出任五個任期。成為市長之前，他曾是波士頓市議會議員和議長。
2002-2003年，湯瑪斯·曼尼諾是美國市長會議主席，也是反對非法槍支市長聯合主席和創始人。
2013年3月28日，湯瑪斯·曼尼諾宣布，他將不會尋求第六任市長。

## 生平
1942年12月27日，湯瑪斯·曼尼諾出生於波士頓的海德公園附近。湯瑪斯·曼尼諾是蘇珊和卡爾·梅尼諾的兒子，他們都具有意大利血統。湯瑪斯·曼尼諾的父親是西屋電氣工廠工頭。湯瑪斯·曼尼諾和他的祖父母住在一樓。
湯瑪斯·曼尼諾在1960年從牙買加平原（Jamaica Plain）聖托馬斯·阿奎那高中畢業後，就讀於波士頓學院，並開始在大都會人壽保險。梅尼諾後來決定他不適合大學生活。卡爾·梅尼諾曾經回憶起湯瑪斯·曼尼諾高等教育退出的原因：“杜魯門沒有上大學”。
在1963年，湯瑪斯·曼尼諾進入張伯倫初級學院（現在艾達山學院），獲得企業管理副學士學位。他擔任波士頓市議員後，湯瑪斯·曼尼諾於1988年在馬薩諸塞州波士頓大學獲得學士學位。

## 連結
- Biography （页面存档备份，存于） at City of Boston website
- CityMayors profile （页面存档备份，存于）
- Issue positions and quotes at On the Issues
- Appearances on C-SPAN programs
- UMass Boston alumni magazine profile （页面存档备份，存于）
- Mayors Against Illegal Guns homepage （页面存档备份，存于）
- Mayor Thomas M. Menino Audio and Video at WBZ.com
- A Boston Globe profile （页面存档备份，存于） of Angela Menino, the mayor's wife.
- US Conference of Mayors Portuguese Web Archive的存檔，存档日期2016-05-15